# Montería
Montería er en kommune og by beliggende i det nordlige Colombia og er hovedstaden i departementet Córdoba. Byen ligger 50 km fra det Caribiske hav ved floden Sinú. Byen og regionen er kendt for deres særskilte kulturelle arv, som omfatter en blanding af indfødte zenú indianere, afrikanske efterkommere, kolonistiske spanske efterkommere og nyere arabiske indvandrere. Byen er hjemsted for Sombrero Vueltiao, et nationalt symbol; og er hjemsted for porro folklore musik. Byen har en indre havn forbundet med Det Caribiske Hav ved Sinú-floden.
1. ↑  www.dane.gov.co (fra Wikidata).